# Noorwegen op de Olympische Zomerspelen 2000
Noorwegen nam deel aan de Olympische Zomerspelen 2000 in Sydney, Australië. Er werden vier gouden medailles gewonnen, waarvan Knut Holmann, die bij de opening van de spelen de Noorse vlag droeg, er twee haalde.

## Medailleoverzicht
| Sport     | Olympiër | Discipline                 | Medaille |
| --------- | --- | -------------------------- | -------- |
| Atletiek  | Trine Hattestad | speerwerpen (v)            | Goud     |
| Kanovaren | Knut Holmann | K-1 500m (m)               | Goud     |
| Kanovaren | Knut Holmann | K-1 1000m (m)              | Goud     |
| Voetbal   | Anita Rapp Hege Riise Brit Sandaune Dagny Mellgren Bente Nordby Marianne Pettersen Gøril Kringen Bente Kvitland Unni Lehn Ingeborg Hovland Silje Jørgensen Monica Knudsen Ragnhild Gulbrandsen Solveig Gulbrandsen Margunn Haugenes Kristin Bekkevold Christine Boe Jensen Gro Espeseth | vrouwen                    | Goud     |
| Atletiek  | Kjersti Plätzer | 20km snelwandelen (v)      | Zilver   |
| Roeien    | Olaf Tufte Fredrik Bekken | dubbel-twee (m)            | Zilver   |
| Taekwondo | Trude Gundersen | -67kg (v)                  | Zilver   |
| Handbal   | Monica Sandve Else-Marthe Sørlie Heidi Tjugum Jeanette Nilsen Marianne Rokne Birgitte Sættem Mia Hundvin Tonje Larsen Cecilie Leganger Kjersti Grini Trine Haltvik Kristine Duvholt Ann Cathrin Eriksen Susann Goksør Bjerkrheim                                                        | vrouwen                    | Brons    |
| Schieten  | Harald Stenvaag | 50m geweer 3 houdingen (m) | Brons    |
| Zeilen    | Paul Davis Herman Horn Johannessen Espen Stokkeland | soling (m)                 | Brons    |

## Resultaten en deelnemers per onderdeel

### Atletiek
| Olympiër             | Discipline             | Resultaat | Prestatie                                                                                                  |
| -------------------- | ---------------------- | --------- | --- |
| John Ertzgaard       | 200m (m)               | 39e       | serie 1: 4de in 21,00                                                                                      |
| Geir Moen            | 200m (m)               | 21e       | serie 3: 4de in 20,76 kwartfinale 1: 6de in 20,65                                                          |
| Vebjørn Rodal        | 800m (m)               | 22e       | serie 1: 2de in 1.46,76 halve finale 1: 7de in 1.48,73                                                     |
| Marius Bakken        | 5000m (m)              | 25e       | serie 1: 11de in 13.44,80                                                                                  |
| Jim Svenøyn          | 3000m steeplechase (m) | 9e        | serie 2: 2de in 8.23,61 finale: 9de in 8.27,20                                                             |
| Ketill Hanstveit     | hink-stap-springen (m) | 13e       | kwalificatie groep B: 8ste met 16,75m                                                                      |
| Pål Arne Fagernes    | speerwerpen (m)        | 9e        | kwalificatie groep A: 2de met 86,74m (NR) finale: 9de met 83,04m                                           |
| Trond Høyby          | tienkamp (m)           | DNF       | 100m: 37ste in 11,56 verspringen: 32ste met 6,22m kogelstoten: 21ste met 14,03m hoogspringen: niet gestart |
|                      |                        |           | |
| Gunhild Halle Haugen | 10000m (v)             | DNF       | serie 2: niet gefinisht                                                                                    |
| Kjersti Plätzer      | 20km snelwandelen (v)  | Zilver    | 1:29.33 |
| Hanne Haugland       | hoogspringen (v)       | 18e       | kwalificatie groep B: 9de met 1,89m                                                                        |
| Trine Hattestad      | speerwerpen (v)        | Goud      | kwalificatie groep A: 2de met 65,44m finale: 1ste met 68,91m (OR)                                          |

### Boogschieten
| Olympiër                                        | Discipline      | Resultaat | Prestatie |
| ----------------------------------------------- | --------------- | --------- | --- |
| Martinius Grov                                  | individueel (m) | 41e       | plaatsingsronde: 47ste met 613 punten 1ste ronde: V van ITA Bisiani: 158-166                                    |
| Lars Erik Humlekjær                             | individueel (m) | 40e       | plaatsingsronde: 46ste met 613 punten 1ste ronde: V van ITA Frangilli: 158-168                                  |
| Bård Nesteng                                    | individueel (m) | 31e       | plaatsingsronde: 45ste met 613 punten 1ste ronde: W van NED Vogels: 158-149 2de ronde: V van FRA Flute: 148-160 |
| Martinius Grov Lars Erik Humlekjær Bård Nesteng | team (m)        | 10e       | plaatsingsronde: 14de met 1839 punten 1ste ronde: V van Kazachstan: 241-246                                     |
|                                                 |                 |           | |
| Wenche-Lin Hess                                 | individueel (v) | 57e       | plaatsingsronde: 7de met 649 punten 1ste ronde: V van CHN He: 145-160                                           |

### Gymnastiek
| Olympiër         | Discipline               | Resultaat | Prestatie                             |
| ---------------- | ------------------------ | --------- | ------------------------------------- |
| Flemming Solberg | brug (m)                 | 42e       | kwalificatie: 42ste met 9,325 punten  |
| Flemming Solberg | paard voltige (m)        | 67e       | kwalificatie: 67ste met 8,875 punten  |
| Flemming Solberg | rekstok (m)              | 51e       | kwalificatie: 51ste met 9,450 punten  |
| Flemming Solberg | ringen (m)               | 70e       | kwalificatie: 70ste met 8,625 punten  |
| Flemming Solberg | sprong (m)               | 36e       | kwalificatie: 36ste met 9,400 punten  |
| Flemming Solberg | vloer (m)                | 69e       | kwalificatie: 69ste met 8,300 punten  |
| Flemming Solberg | individuele meerkamp (m) | 67e       | kwalificatie: 46ste met 53,975 punten |

### Handbal
| Olympiër | Discipline | Resultaat | Prestatie |
| --- | ---------- | --------- | --- |
| Monica Sandve Else-Marthe Sørlie Heidi Tjugum Jeanette Nilsen Marianne Rokne Birgitte Sættem Mia Hundvin Tonje Larsen Cecilie Leganger Kjersti Grini Trine Haltvik Kristine Duvholt Ann Cathrin Eriksen Susann Goksør Bjerkrheim | vrouwen    | Brons     | groep B: 1ste W van Denemarken: 19-17 W van Australië: 28-18 W van Brazilië: 30-16 W van Oostenrijk: 24-21 kwartfinale: W van Roemenië: 28-16 halve finale: V van Hongarije: 23-28 bronzen finale: W van Zuid-Korea: 22-21 |

| Groep B |            |             |             |             |             |            |            |            |        |
| #       | Land       | Wedstrijden | Wedstrijden | Wedstrijden | Wedstrijden | Doelpunten | Doelpunten | Doelpunten | Punten |
| #       | Land       | G           | W           | G           | V           | V          | T          | Saldo      | Punten |
| 1       | Noorwegen  | 4           | 4           | 0           | 0           | 101        | 72         | +29        | 8      |
| 2       | Denemarken | 4           | 3           | 0           | 1           | 124        | 83         | +41        | 6      |
| 3       | Oostenrijk | 4           | 2           | 0           | 2           | 131        | 90         | +41        | 4      |
| 4       | Brazilië   | 4           | 1           | 0           | 3           | 100        | 133        | -33        | 2      |
| 5       | Australië  | 4           | 0           | 0           | 4           | 59         | 137        | -78        | 0      |

| Ronde          | Datum  | Plaats     | Land  | Score      | Land |
| -------------- | ------ | ---------- | ----- | ---------- | ---- |
| Groepsfase     |        |            |       |            |      |
| 17 september   | Sydney | Denemarken | 17-19 | Noorwegen  |      |
| 19 september   | Sydney | Noorwegen  | 28-18 | Australië  |      |
| 23 september   | Sydney | Brazilië   | 16-30 | Noorwegen  |      |
| 25 september   | Sydney | Noorwegen  | 24-21 | Oostenrijk |      |
| Kwartfinale    |        |            |       |            |      |
| 28 september   | Sydney | Noorwegen  | 28-16 | Roemenië   |      |
| Halve finale   |        |            |       |            |      |
| 29 september   | Sydney | Hongarije  | 28-23 | Noorwegen  |      |
| Bronzen finale |        |            |       |            |      |
| 1 oktober      | Sydney | Zuid-Korea | 21-22 | Noorwegen  |      |

### Kanovaren
| Olympiër                               | Discipline    | Resultaat | Prestatie                                                                           |
| -------------------------------------- | ------------- | --------- | ----------------------------------------------------------------------------------- |
| Christian Fredriksen                   | C-1 500m (m)  | 11e       | serie 1: 6de in 1.54,366 halve finale: 5de in 1.53,661                              |
| Christian Fredriksen                   | C-1 1000m (m) | 5e        | serie 2: 3de in 3.55,378 finale: 5de in 3.58,159                                    |
| Knut Holmann                           | K-1 500m (m)  | Goud      | serie 3: 2de in 1.40,990 halve finale 1: 2de in 1.39,964 finale: 1ste in 1.57,847   |
| Knut Holmann                           | K-1 1000m (m) | Goud      | serie 2: 1ste in 3.36,565 halve finale 1: 1ste in 3.36,425 finale: 1ste in 3.33,269 |
| Eirik Verås Larsen Nils Olaf Fjeldheim | K-2 500m (m)  | 15e       | serie 3: 6de in 1.35,619 halve finale 2: 7de in 1.34,712                            |
| Eirik Verås Larsen Nils Olaf Fjeldheim | K-2 1000m (m) | 9e        | serie 2: 4de in 3.15,483 halve finale 1: 2de in 3.17,288 finale: 9de in 3.20,515    |

### Roeien
| Olympiër                                                        | Discipline      | Resultaat | Prestatie                                                                       |
| --------------------------------------------------------------- | --------------- | --------- | ------------------------------------------------------------------------------- |
| Olaf Tufte Fredrik Bekken                                       | dubbel-twee (m) | Zilver    | serie 3: 1ste in 6.25,63 halve finale 2: 1ste in 6.23,50 finale: 2de in 6.17,98 |
| Kjetil Undset Sture Bjørvig Steffen Skår Størseth Nito Simonsen | vier-zonder (m) | 9e        | serie 2: 3de in 6.13,14 halve finale 2: 4de in 6.08,55 finale B: 3de in 6.04,28 |

### Schermen
| Olympiër                                      | Discipline     | Resultaat | Prestatie                                              |
| --------------------------------------------- | -------------- | --------- | ------------------------------------------------------ |
| Ragnhild Andenæs                              | degen (v)      | 24e       | 1ste ronde: vrij 2de ronde: V van GER Bokel: 10-15     |
| Silvia Lesoil                                 | degen (v)      | 33e       | 1ste ronde: V van YUG Savić-Šotra: 8-15                |
| Margrete Mørch                                | degen (v)      | 26e       | 1ste ronde: vrij 2de ronde: V van SUI Romagnoli: 13-15 |
| Ragnhild Andenæs Silvia Lesoil Margrete Mørch | degen team (v) | 8e        | 1ste ronde: V van Hongarije: 32-45                     |

### Schietsport
| Olympiër             | Discipline                 | Resultaat | Prestatie                                                                           |
| -------------------- | -------------------------- | --------- | ----------------------------------------------------------------------------------- |
| Espen Berg-Knutsen   | 10m luchtgeweer (m)        | 34e       | kwalificatie: 34ste met 585 punten (99-98-99-95-97-97)                              |
| Leif Steinar Rolland | 10m luchtgeweer (m)        | 7e        | kwalificatie: 6de met 592 punten (97-99-100-100-99-97) finale: 7de met 692,2 punten |
| Espen Berg-Knutsen   | 50m geweer 3 houdingen (m) | 34e       | kwalificatie: 12de met 1162 punten (399-375-388)                                    |
| Harald Stenvaag      | 50m geweer 3 houdingen (m) | 7e        | kwalificatie: 2de met 1175 punten (399-383-393) finale: 2de met 1268,6 punten       |
| Espen Berg-Knutsen   | 50m geweer liggend (m)     | 19e       | kwalificatie: 19de met 593 punten (99-96-100-99-100-99)                             |
| Harald Stenvaag      | 50m geweer liggend (m)     | 13e       | kwalificatie: 13de met 594 punten (99-99-98-99-99-100)                              |
| Harald Jensen        | skeet (m)                  | 23e       | kwalificatie: 23ste met 119 punten (24-24-24-23)                                    |
|                      |                            |           |                                                                                     |
| Lindy Hansen         | 10m luchtgeweer (v)        | 9e        | kwalificatie: 9de met 393 punten (97-97-100-99)                                     |
| Lindy Hansen         | 50m geweer 3 houdingen (v) | 9e        | kwalificatie: 9de met 579 punten (197-185-195)                                      |

### Taekwondo
| Olympiër        | Discipline | Resultaat | Prestatie |
| --------------- | ---------- | --------- | --- |
| Trude Gundersen | -67kg (v)  | Zilver    | voorronde: vrij kwartfinale: W van JPN Okamoto: 7-4 halve finale: W van GBR Stevenson: 2-2 finale: V van KOR Lee: 3-6 |

### Tennis
| Olympiër       | Discipline | Resultaat | Prestatie                                   |
| -------------- | ---------- | --------- | ------------------------------------------- |
| Christian Ruud | mannen     | 33e       | 1ste ronde: V van SWE Vinciguerra: 2-6, 4-6 |

### Voetbal
| Olympiër | Discipline | Resultaat | Prestatie |
| --- | ---------- | --------- | --- |
| Anita Rapp Hege Riise Brit Sandaune Dagny Mellgren Bente Nordby Marianne Pettersen Gøril Kringen Bente Kvitland Unni Lehn Ingeborg Hovland Silje Jørgensen Monica Knudsen Ragnhild Gulbrandsen Solveig Gulbrandsen Margunn Haugenes Kristin Bekkevold Christine Boe Jensen Gro Espeseth | vrouwen    | Goud      | groep F: 2de V van Verenigde Staten: 0-2 W van Nigeria: 3-1 W van China: 2-1 halve finale: W van Duitsland: 2-1 finale: W van Verenigde Staten: 3-2 |

| Groep F |                  |             |             |             |             |            |            |            |        |
| #       | Land             | Wedstrijden | Wedstrijden | Wedstrijden | Wedstrijden | Doelpunten | Doelpunten | Doelpunten | Punten |
| #       | Land             | G           | W           | G           | V           | V          | T          | Saldo      | Punten |
| 1       | Verenigde Staten | 3           | 2           | 1           | 0           | 6          | 2          | +4         | 7      |
| 2       | Noorwegen        | 3           | 2           | 0           | 1           | 5          | 4          | +1         | 6      |
| 3       | China            | 3           | 1           | 1           | 1           | 5          | 4          | +1         | 4      |
| 4       | Nigeria          | 3           | 0           | 0           | 3           | 3          | 9          | -6         | 0      |

| Ronde        | Datum     | Plaats           | Land | Score            | Land |
| ------------ | --------- | ---------------- | ---- | ---------------- | ---- |
| Groepsfase   |           |                  |      |                  |      |
| 14 september | Melbourne | Verenigde Staten | 2-0  | Noorwegen        |      |
| 17 september | Canberra  | Noorwegen        | 3-1  | Nigeria          |      |
| 20 september | Canberra  | Noorwegen        | 2-1  | China            |      |
| Halve finale |           |                  |      |                  |      |
| 24 september | Sydney    | Noorwegen        | 1-0  | Duitsland        |      |
| Finale       |           |                  |      |                  |      |
| 28 september | Sydney    | Noorwegen        | 3-2  | Verenigde Staten |      |

### Volleybal
| Olympiër                        | Discipline | Resultaat | Prestatie                                                                               |
| Beach                           | Beach      | Beach     | Beach                                                                                   |
| ------------------------------- | ---------- | --------- | --------------------------------------------------------------------------------------- |
| Vegard Høidalen Jørre Kjemperud | mannen     | 9e        | 1ste ronde: W van AUT Berger/Stamm: 15-6 2de ronde: V van USA Blanton/Fonoimoana: 13-15 |
| Jan Kvalheim Bjørn Maaseide     | mannen     | 19e       | 1ste ronde: V van POR Maia/Brenha: 10-15 herkansingen: V van AUS Zahner/Prosser: 12-15  |

### Wielersport
| Olympiër             | Discipline       | Resultaat   | Prestatie      |
| Moutainbike          | Moutainbike      | Moutainbike | Moutainbike    |
| -------------------- | ---------------- | ----------- | -------------- |
| Rune Høydahl         | mannen           | DNF         | niet gefinisht |
| Tom Larsen           | mannen           | 35e         | op 1 ronden    |
|                      |                  |             |                |
| Ragnhild Kostøl      | vrouwen          | 22e         | 2:01.51,24     |
| Weg                  |                  |             |                |
| Thor Hushovd         | tijdrit (m)      | 7e          | 59.00          |
| Kurt Asle Arvesen    | wegwedstrijd (m) | DNF         | niet gefinisht |
| Svein Gaute Hølestøl | wegwedstrijd (m) | DNF         | niet gefinisht |
| Thor Hushovd         | wegwedstrijd (m) | DNF         | niet gefinisht |
| Bjørnar Vestøl       | wegwedstrijd (m) | 78e         | 5:36.14        |
|                      |                  |             |                |
| Solrun Flatås        | tijdrit (v)      | 20e         | 45.01          |
| Ingunn Bollerud      | wegwedstrijd (m) | 35e         | 3:10.33        |
| Solrun Flatåsl       | wegwedstrijd (m) | 38e         | 3:11.04        |
| Monica Valvik-Valen  | wegwedstrijd (m) | 29e         | 3:08.02        |

### Worstelen
| Olympiër       | Discipline     | Resultaat      | Prestatie |
| Grieks-Romeins | Grieks-Romeins | Grieks-Romeins | Grieks-Romeins |
| -------------- | -------------- | -------------- | --- |
| Fritz Aanes    | -85kg (m)      | DSQ*           | groep 6: 1ste W van ISR Tsitsiashvili: 7-2 W van UZB Vitt: 6-1 W van TUN Hamba: 12-0 halve finale: V van HUN Bárdosi: 1-4 bronzen finale: V van GEO Vakhtangadze: 0-4 |

- gediskwalificeerd omwille van een positieve dopingtest

### Zeilen
| Olympiër                                            | Discipline | Resultaat | Prestatie                                                          |
| --------------------------------------------------- | ---------- | --------- | ------------------------------------------------------------------ |
| Siren Sundby                                        | europe (v) | 19e       | 131,0 punten: (7-10-12-23-16-21-DNF-10-23-22-10)/small>            |
| Jeanette Lunde Carolina Toll                        | 470 (v)    | 16e       | 105,0 punten: (17-9-7-17-17-11-7-17-8-13-16)/small>                |
|                                                     |            |           |                                                                    |
| Peer Moberg                                         | laser      | 10e       | 94,0 punten: (12-7-11-32-7-6-24-4-10-22-15)/small>                 |
| Vegard Arnhoff Christoffer Sundby                   | 49er       | 13e       | 142,0 punten: (16-17-OCS-2-2-10-14-7-10-16-10-13-6-17-5-14)/small> |
| Paul Davis Herman Horn Johannessen Espen Stokkeland | soling     | Brons     |                                                                    |

Albanië · Algerije · Amerikaanse Maagdeneilanden · Amerikaans-Samoa · Andorra · Angola · Antigua en Barbuda · Argentinië · Armenië · Aruba · Australië · Azerbeidzjan · Bahama's · Bahrein · Bangladesh · Barbados · België · Belize · Benin · Bermuda · Bhutan · Bolivia · Bosnië en Herzegovina · Botswana · Brazilië · Britse Maagdeneilanden · Brunei · Bulgarije · Burkina Faso · Burundi · Cambodja · Canada · Centraal-Afrikaanse Republiek · Chili · China · Chinees Taipei · Colombia · Comoren · Congo-Brazzaville · Congo-Kinshasa · Cookeilanden · Costa Rica · Cuba · Cyprus · Denemarken · Djibouti · Dominica · Dominicaanse Republiek · Duitsland · Ecuador · Egypte · El Salvador · Equatoriaal-Guinea · Eritrea · Estland · Ethiopië · Fiji · Filipijnen · Finland · Frankrijk · Gabon · Gambia · Georgië · Ghana · Grenada · Griekenland · Groot-Brittannië · Guam · Guatemala · Guinee · Guinee‑Bissau · Guyana · Haïti · Honduras · Hongarije · Hongkong · Ierland · IJsland · India · Indonesië · Irak · Iran · Israël · Italië · Ivoorkust · Jamaica · Japan · Jemen · Joegoslavië · Jordanië · Kaaimaneilanden · Kaapverdië · Kameroen · Kazachstan · Kenia · Kirgizië · Koeweit · Kroatië · Laos · Lesotho · Letland · Libanon · Liberia · Libië · Liechtenstein · Litouwen · Luxemburg · Macedonië · Madagaskar · Malawi · Malediven · Maleisië · Mali · Malta · Marokko · Mauritanië · Mauritius · Mexico · Micronesië · Moldavië · Monaco · Mongolië · Mozambique · Myanmar · Namibië · Nauru · Nederland · Nederlandse Antillen · Nepal · Nicaragua · Nieuw-Zeeland · Niger · Nigeria · Noord-Korea · Noorwegen · Oeganda · Oekraïne · Oezbekistan · Oman · Oostenrijk · Pakistan · Palau · Palestina · Panama · Papoea-Nieuw-Guinea · Paraguay · Peru · Polen · Portugal · Puerto Rico · Qatar · Roemenië · Rusland · Rwanda · Saint Kitts en Nevis · Saint Lucia · Saint Vincent en Grenadines · Salomonseilanden · Samoa · San Marino ·  Sao Tomé en Principe · Saoedi-Arabië · Senegal · Seychellen · Sierra Leone · Singapore · Slovenië · Slowakije · Soedan · Somalië · Spanje · Sri Lanka · Suriname · Swaziland · Syrië · Tadzjikistan · Tanzania · Thailand · Togo · Tonga · Trinidad en Tobago · Tsjaad · Tsjechië · Tunesië · Turkije · Turkmenistan · Uruguay · Vanuatu · Venezuela · Verenigde Arabische Emiraten · Verenigde Staten · Vietnam · Wit-Rusland · Zambia · Zimbabwe · Zuid-Afrika · Zuid-Korea · Zweden · Zwitserland · Individuele olympische atleten